# Ann Kiyomura
Ann Kiyomura (* 22. August 1955 in San Mateo, Kalifornien) ist eine ehemalige US-amerikanische Tennisspielerin.

## Karriere
Ann Kiyomura begann im Alter von fünf Jahren mit dem Tennis. 1973 gewann sie den Juniorinnentitel in Wimbledon. Im Finale besiegte sie Martina Navratilova mit 6:4 und 7:5.
Kiyomura gewann 1975 mit ihrer Doppelpartnerin, der Japanerin Kazuko Sawamatsu, die Konkurrenz im Damendoppel bei den Wimbledon Championships. Sie bezwangen im Finale Françoise Dürr und Betty Stöve mit 7:5, 1:6, 7:5.
1980 erreichte Kiyomura mit Candy Reynolds außerdem das Doppelfinale bei den Australian Open, in dem sie Betsy Nagelsen und Martina Navrátilová in zwei Sätzen unterlagen.

## Persönliches
1984 heiratete ist sie David Hayashi und bekam zwei Kinder.

## Turniersiege

### Einzel
| Nr. | Datum              | Turnier | Kategorie         | Belag     | Finalgegnerin | Ergebnis |
| --- | ------------------ | ------- | ----------------- | --------- | ------------- | -------- |
| 1.  | 20. September 1981 | Tokio   | WTA Toyoto Series | Hartplatz | Bettina Bunge | 6:4, 7:5 |

### Doppel
| Nr. | Datum         | Turnier      | Kategorie                      | Belag           | Partnerin        | Finalgegnerinnen                 | Ergebnis      |
| --- | ------------- | ------------ | ------------------------------ | --------------- | ---------------- | -------------------------------- | ------------- |
| 1.  | Juli 1975     | Wimbledon    | Grand Slam                     | Rasen           | Kazuko Sawamatsu | Françoise Dürr Betty Stöve       | 7:5, 1:6, 7:5 |
| 2.  | November 1979 | Brighton     | WTA Colgate Series             | Teppich (Halle) | Anne Smith       | Ilana Kloss Laura duPont         | 6:2, 6:1      |
| 3.  | Februar 1980  | Oakland      | WTA Avon Championships Circuit | Teppich (Halle) | Sue Barker       | Greer Stevens Virginia Wade      | 6:0, 6:4      |
| 4.  | August 1980   | San Diego    | WTA Colgate Series             | Hartplatz       | Tracy Austin     | Rosie Casals Wendy Turnbull      | 3:6, 6:4, 6:3 |
| 5.  | Oktober 1980  | Minneapolis  | WTA Colgate Series             | Teppich (Halle) | Candy Reynolds   | Anne Smith Paula Smith           | 6:3, 4:6, 6:1 |
| 6.  | Februar 1981  | Houston      | WTA Avon Championships Circuit | Teppich (Halle) | Sue Barker       | Regina Maršíková Mary-Lou Piatek | 5:7, 6:4, 6:3 |
| 7.  | Mai 1981      | Tokio        | WTA Toyota Series              | Teppich (Halle) | Sue Barker       | Sue Barker Sharon Walsh          | 7:5, 6:2      |
| 8.  | Juni 1981     | Surbiton     | WTA Toyota Series              | Rasen           | Sue Barker       | Billie Jean King Ilana Kloss     | 6:1, 6:7, 6:1 |
| 9.  | August 1981   | Richmond     | WTA Toyota Series              | Teppich (Halle) | Sue Barker       | Kathy Jordan Anne Smith          | 4:6, 6:7, 6:4 |
| 10. | November 1981 | Hongkong     | WTA Toyota Series              | Sand            | Sharon Walsh     | Anne Hobbs Suson Leo             | 6:3, 6:4      |
| 11. | Januar 1982   | Cincinnati   | WTA Avon Championships Circuit | Teppich (Halle) | Sue Barker       | Pam Shriver Anne Smith           | 6:2, 7:6      |
| 12. | Oktober 1982  | Tampa        | WTA Toyota Series              | Hartplatz       | Paula Smith      | Mary-Lou Piatek Wendy White      | 6:2, 6:4      |
| 13. | März 1983     | Palm Springs | WTA                            | Hartplatz       | Kathy Jordan     | Dianne Balestrat Betty Stöve     | 6:2, 6:2      |
| 14. | März 1983     | Boston       | WTA                            | Teppich (Halle) | Jo Durie         | Kathy Jordan Anne Smith          | 6:3, 6:1      |
| 15. | März 1984     | Tokio        | WTA                            | Teppich (Halle) | Pam Shriver      | Barbara Jordan Elizabeth Sayers  | 6:3, 6:7, 6:3 |

#### Finalteilnahmen
| Nr. | Datum       | Turnier         | Kategorie  | Belag | Partnerin      | Siegerinnen                        | Ergebnis |
| --- | ----------- | --------------- | ---------- | ----- | -------------- | ---------------------------------- | -------- |
| 1.  | Januar 1980 | Australian Open | Grand Slam | Rasen | Candy Reynolds | Betsy Nagelsen Martina Navratilova | 4:6, 4:6 |